# A cseh korona pénzjegyei
A cseh korona pénzjegyei a jelenleg hivatalos készpénzállomány részét képezik Csehországban a cseh korona pénzérméivel együtt.
| kép    | kép    | névérték    | méret       | szín             | leírás                              | leírás                                                     | dátum     | dátum                | dátum               | dátum               |
| előlap | hátlap | névérték    | méret       | szín             | előlap                              | hátlap                                                     | nyomtatás | kibocsátás           | visszavonás         | elévül              |
| ------ | ------ | ----------- | ----------- | ---------------- | ----------------------------------- | ---------------------------------------------------------- | --------- | -------------------- | ------------------- | ------------------- |
|        |        | 20 korona   | 128 × 64 mm | kék              | I. Ottokár király, és az ő pecsétje | korona                                                     | 1994      | 1994. április 20.    | 2008. augusztus 31. | 2014. augusztus 31. |
|        |        | 50 korona   | 134 × 64 mm | vörös            | Prágai Szent Ágnes és Szent Szív    | templomi mennyezet, A                                      | 1993      | 1993. október 6.     | 2007. január 31.    | 2022. július 1.     |
|        |        | 50 korona   | 134 × 64 mm | vörös            | Prágai Szent Ágnes és Szent Szív    | templomi mennyezet, A                                      | 1994      | 1994. december 21.   | 2011. március 31.   | 2017. március 31.   |
|        |        | 50 korona   | 134 × 64 mm | vörös            | Prágai Szent Ágnes és Szent Szív    | templomi mennyezet, A                                      | 1997      | 1997. szeptember 10. | 2011. március 31.   | 2017. március 31.   |
|        |        | 100 korona  | 140 × 69 mm | zöld, rózsaszín  | IV. Károly német-római császár      | Károly Egyetem címere                                      | 1993      | 1993. június 30.     | 2007. január 31.    | 2022. július 1.     |
|        |        | 100 korona  | 140 × 69 mm | zöld, rózsaszín  | IV. Károly német-római császár      | Károly Egyetem címere                                      | 1995      | 1995. június 21.     | forgalomban         | forgalomban         |
|        |        | 100 korona  | 140 × 69 mm | zöld, rózsaszín  | IV. Károly német-római császár      | Károly Egyetem címere                                      | 1997      | 1997. október 15.    | forgalomban         | forgalomban         |
|        |        | 100 korona  | 140 × 69 mm | zöld, rózsaszín  | IV. Károly német-római császár      | Károly Egyetem címere                                      | 2018      | 2018. május          | forgalomban         | forgalomban         |
|        |        | 200 korona  | 146 × 69 mm | barna            | Comenius                            | Orbis Pictus felnőtt, aki kapcsolatot teremt egy gyerekkel | 1993      | 1993. február 8.     | 2007. január 31.    | 2022. július 1.     |
|        |        | 200 korona  | 146 × 69 mm | barna            | Comenius                            | Orbis Pictus felnőtt, aki kapcsolatot teremt egy gyerekkel | 1996      | 1996. augusztus 14.  | forgalomban         | forgalomban         |
|        |        | 200 korona  | 146 × 69 mm | barna            | Comenius                            | Orbis Pictus felnőtt, aki kapcsolatot teremt egy gyerekkel | 1998      | 1999. január 6.      | forgalomban         | forgalomban         |
|        |        | 200 korona  | 146 × 69 mm | barna            | Comenius                            | Orbis Pictus felnőtt, aki kapcsolatot teremt egy gyerekkel | 2018      | 2018. május          |                     |                     |
|        |        | 500 korona  | 152 × 69 mm | barna, rózsaszín | Božena Němcová, rózsa               | koszorús költőnő                                           | 1993      | 1993. július 21.     | 2007. január 31.    | 2022. július 1.     |
|        |        | 500 korona  | 152 × 69 mm | barna, rózsaszín | Božena Němcová, rózsa               | koszorús költőnő                                           | 1995      | 1995. december 27.   | forgalomban         | forgalomban         |
|        |        | 500 korona  | 152 × 69 mm | barna, rózsaszín | Božena Němcová, rózsa               | koszorús költőnő                                           | 1997      | 1998. március 18.    | forgalomban         | forgalomban         |
|        |        | 500 korona  | 152 × 69 mm | barna, rózsaszín | Božena Němcová, rózsa               | koszorús költőnő                                           | 2009      | 2009. április 1.     | forgalomban         | forgalomban         |
|        |        | 1000 korona | 158 × 74 mm | ibolya           | František Palacký kitépett fa       | sas (Morvaország és Szilézia szimbóluma) Kroměříž-kastély  | 1993      | 1993. május 12.      | 2001. június 30.    | 2022. július 1.     |
|        |        | 1000 korona | 158 × 74 mm | ibolya           | František Palacký kitépett fa       | sas (Morvaország és Szilézia szimbóluma) Kroměříž-kastély  | 1996      | 1996. december 6.    | forgalomban         | forgalomban         |
|        |        | 1000 korona | 158 × 74 mm | ibolya           | František Palacký kitépett fa       | sas (Morvaország és Szilézia szimbóluma) Kroměříž-kastély  | 2008      | 2008. április 1.     | forgalomban         | forgalomban         |
|        |        | 2000 korona | 164 × 74 mm | zöld             | Emmy Destinn                        | Euterpé hangszerrel                                        | 1996      | 1996. október 1.     | forgalomban         | forgalomban         |
|        |        | 2000 korona | 164 × 74 mm | zöld             | Emmy Destinn                        | Euterpé hangszerrel                                        | 1999      | 1999. december 1.    | forgalomban         | forgalomban         |
|        |        | 2000 korona | 164 × 74 mm | zöld             | Emmy Destinn                        | Euterpé hangszerrel                                        | 2007      | 2007. július 2.      | forgalomban         | forgalomban         |
|        |        | 5000 korona | 170 × 74 mm | sötétkék, barna  | Tomáš Garrigue Masaryk              | prágai történelmi épület                                   | 1993      | 1993. december 15.   | 2001. június 30.    | 2022. július 1.     |
|        |        | 5000 korona | 170 × 74 mm | sötétkék, barna  | Tomáš Garrigue Masaryk              | prágai történelmi épület                                   | 1999      | 1999. szeptember 8.  | forgalomban         | forgalomban         |
|        |        | 5000 korona | 170 × 74 mm | sötétkék, barna  | Tomáš Garrigue Masaryk              | prágai történelmi épület                                   | 2009      | 2009. december 1.    | forgalomban         | forgalomban         |

## Emlékbankjegyek
| kép    | kép    | névérték    | méret       | szín            | leírás                                                             | leírás                                                    | dátum     | dátum             | dátum       |
| előlap | hátlap | névérték    | méret       | szín            | előlap                                                             | hátlap                                                    | nyomtatás | kibocsátás        | visszavonás |
| ------ | ------ | ----------- | ----------- | --------------- | ------------------------------------------------------------------ | --------------------------------------------------------- | --------- | ----------------- | ----------- |
|        |        | 100 korona  | 150 × 65 mm | sárga           | Alois Rašín                                                        | Cseh Nemzeti Bank                                         | 2019      | 2019. február 25. | forgalomban |
|        |        | 100 korona  | 140 × 69 mm | zöld, rózsaszín | IV. Károly német-római császár                                     | Károly Egyetem címere                                     | 2018      | 2019              | forgalomban |
|        |        | 100 korona  | 150 x 65 mm | olívazöld       | Karel Engliš                                                       | Clam-Gallas-palota                                        | 2022      | 2022. március 30. | forgalomban |
|        |        | 1000 korona | 158 × 74 mm | ibolya          | František Palacký kitépett fa 1993/30/2023 (30 éves a cseh korona) | sas (Morvaország és Szilézia szimbóluma) Kroměříž-kastély |           |                   |             |